# 클레르 옵스퀴르: 33 원정대
클레르 옵스퀴르: 33 원정대(Clair Obscur: Expedition 33)는 2025년 프랑스 스튜디오 Sandfall Interactive가 개발하고 케플러 인터랙티브(Kepler Interactive)가 배급한 롤플레잉 비디오 게임이다. 다크 판타지 벨 에포크를 배경으로 하는 이 게임은 33 원정대의 자원자들이 매년 감소하는 나이 이상인 사람들을 지워버리는 '화가'라는 존재를 파괴하기 위해 나서는 이야기를 담고 있다. 게임에서 플레이어는 3인칭 시점으로 파티 캐릭터들을 조작하며, 지역을 탐험하고 전투에 참여한다. 턴제 메커니즘과 함께 퀵 타임 이벤트 및 전투에서의 시간 제한 행동과 같은 실시간 요소가 결합되어 있다.
이 게임은 코로나19 범유행 기간 동안 유비소프트 직원인 기욤 브로슈의 아이디어에서 시작되었다. 브로슈는 친구와 연락을 통해 곧 Sandfall을 설립했으며, 30명으로 구성된 핵심 팀은 다양한 하청업체의 지원을 받게 되었다. 파이널 판타지 및 페르소나 시리즈와 같이 그들의 젊은 시절을 형성한 일본 RPG에서 영감을 받은 Sandfall의 개발자들은 AAA 스튜디오에서 소외되었다고 느끼는 고해상도 턴제 롤플레잉 게임을 만들고자 했다. 개발은 언리얼 엔진 4로 시작하여 나중에 언리얼 엔진 5로 전환되어 렌더링 개선을 제공했다.
클레르 옵스퀴르: 33 원정대는 2025년 4월 24일 플레이스테이션 5, Windows, Xbox Series X/S로 출시되어 전 세계적인 찬사를 받았고, 출시 33일 만에 330만 장 이상 판매되었다.

## 게임플레이
클레르 옵스퀴르: 33 원정대는 3인칭 턴제 롤플레잉 게임으로, 실시간 요소가 포함되어 있다. 플레이어는 원정대원들의 파티를 조종하여 환상의 세계를 탐험한다. 자신의 턴에 플레이어는 아이템을 사용할지, 근접 공격을 수행하여 능력 포인트를 얻을지, 또는 축적된 능력 포인트를 사용하여 원거리 공격이나 기술을 사용할지 선택한다. 원거리 공격은 3인칭 슈팅 게임처럼 자유롭게 조준된다. 기술을 사용할 때, 퀵 타임 이벤트를 완료하여 효과를 향상시킬 수 있다. 적의 턴 동안 플레이어는 실시간으로 공격을 회피하거나, 패리하거나, 점프하여 피해를 피할 수 있다. 패리는 회피보다 더 정확한 타이밍을 요구하지만, 능력 포인트와 반격 기회를 제공한다. 스테미나 시스템을 통해 플레이어는 적을 "브레이크"하여 일시적으로 기절시킬 수 있다. 플레이어가 진행함에 따라 게임은 그라디언트 공격, 그라디언트 반격, 그라디언트 기술을 포함한 새로운 공격과 패리를 도입하며, 이들은 모두 치명적인 피해를 입힌다. 그라디언트 공격의 사용은 파티가 공유하는 게이지로 감시된다. 전투에서 기술을 사용할 때 게이지가 천천히 채워진다. 원정대원과 적은 서로에게 다양한 상태 효과를 적용하여 양측의 전투 효율을 높이거나 저하시킬 수 있다. 일부 적은 약점이 있거나 특정 속성 공격에 취약할 수 있다. 전투 파티가 패배하면 예비 캐릭터를 불러 전투를 계속할 수 있다. 전투는 어느 한쪽에 전투원이 남아있지 않거나, 플레이어가 소규모 적을 상대할 때 전장에서 도주하기로 결정하면 종료된다.
이 게임에는 6명의 플레이 가능한 캐릭터가 있으며, 각 캐릭터는 고유한 스킬 트리, 무기 및 게임플레이 메커니즘을 가지고 있다. 마법사 룬의 기술은 원소 "얼룩"을 생성하며, 이는 그녀의 기술을 강화하는 데 사용할 수 있다. 펜서 마엘은 그녀의 기술, 피해 및 방어를 변경하는 "자세" 사이를 전환한다. 큰낫을 휘두르는 전사 사이엘은 마법 카드 세트를 사용하여 적에게 "예언"을 적용하고 쌓은 다음, 이를 소모하여 적에게 최대 피해를 입힐 수 있다. 귀스타브와 베르소는 적을 더 많이 공격할수록 더 많은 피해를 입힌다. 특히 베르소는 공격을 성공시킬 때 "완벽" 등급을 얻으며, 높은 완벽 등급에 도달하면 피해량이 증가한다. 제스트랄 모노코는 적을 변신시켜 그들의 능력을 역이용할 수 있다. 그의 능력 중 일부는 모노코가 능력을 사용할 때마다 회전하는 "야수 바퀴"에 의해 더욱 강화된다. 파티가 탐험하거나 적과 싸우지 않을 때는 캠프에서 휴식을 취할 수 있다. 베르소를 조종하여 플레이어는 33 원정대의 다른 구성원과 대화하고 관계 레벨을 높여 새로운 컷신, 기술 및 퀘스트를 잠금 해제할 수 있다.
전투 조우는 경험치, 통화 및 업그레이드를 보상한다. 캐릭터가 레벨업할 때마다 세 개의 능력치 포인트를 얻으며, 이는 다섯 가지 핵심 캐릭터 능력치를 높이는 데 사용할 수 있다: 활력(최대 체력), 힘(공격력), 민첩성(공격 빈도), 방어(피해 감소), 행운(치명타율). 원정대원들의 능력은 다양한 특전을 추가하고 캐릭터의 능력치를 더욱 향상시키는 장비 가능한 "픽토스"로 더욱 맞춤 설정된다. 각 캐릭터는 한 번에 세 개의 픽토스를 장비할 수 있다. 플레이어는 전투에서 픽토스를 여러 번 사용한 후 픽토스의 사용법을 마스터하여 다른 원정대원들이 사용할 수 있는 패시브 보너스(루미나스라고 알려짐)를 잠금 해제할 수 있다. 각 캐릭터는 또한 루미나 포인트를 가지고 있으며, 이는 한 번에 장비할 수 있는 루미나의 수를 결정한다. 플레이어가 레벨업함에 따라 최대 루미나 포인트가 증가하며, 탐험 중 수집품으로 추가 루미나 포인트를 찾을 수도 있다. 플레이어가 탐험하면서 "크로마 촉매"를 수집하게 되는데, 이는 캠프에서 무기를 더 높은 레벨로 업그레이드하는 데 사용할 수 있다. 고레벨 무기는 적에게 더 많은 기본 피해를 입히고 추가 게임플레이 특전을 제공한다.
게임은 선형적인 레벨로 구성되어 있지만, 플레이어는 숨겨진 자원, 사이드 퀘스트, 수집품, 캐릭터 의상, 제스트랄 상인, 선택적 보스를 찾을 수 있는 길을 벗어난 곳을 탐험할 수 있다. 각 레벨에는 여러 원정 깃발이 있으며, 플레이어는 여기서 파티를 치료하고, 패스트 트래블, 아이템을 재보급하고, 능력치 및 스킬 포인트를 할당할 수 있다. 원정 깃발에서 휴식하면 대부분의 적이 리스폰된다. 게임의 레벨은 "대륙"으로 알려진 오버월드 지도로 연결되어 있다. 결국 원정대원들은 파티가 대륙을 여행하는 데 도움을 주는 신화적인 생물 에스퀴를 만나게 된다. 에스퀴는 플레이어가 진행함에 따라 새로운 횡단 능력을 습득하여 수영, 비행, 수중 잠수가 가능해진다. 이러한 새로운 횡단 능력은 플레이어가 스토리를 진행하고 선택적 지역에 접근하는 데 필수적이다. 이 게임은 여러 난이도 옵션과 뉴 게임 플러스 모드를 제공한다.

## 줄거리

### 전제
클레르 옵스퀴르: 33 원정대는 다크 판타지 벨 에포크를 배경으로 한다. 지난 67년 동안 매년 고립된 섬 뤼미에르의 사람들은 "고마주"라는 사건을 겪었다. "화가"로 알려진 존재(트레이시 와일즈)가 계속 감소하는 숫자를 그리면, 그 숫자와 같거나 그 이상의 나이를 가진 모든 인간이 사라진다. 고마주 이후 매년 뤼미에르는 새로운 숫자를 그리기 전에 화가를 죽이기 위해 본토로 자원자 원정대를 보낸다. 33 원정대가 가장 최근에 출발한 원정대이다.
33 원정대원으로는 기계 팔을 가진 수완 좋은 엔지니어 귀스타브(찰리 콕스), 원정대의 최연소 멤버이자 귀스타브의 양자매인 마엘(제니퍼 잉글리시), 총명한 학자이자 마법사인 룬(커스티 라이더), 침착하고 쾌활한 전사 사이엘(샬라 닉스)이 있다. 원정대가 본토를 횡단하면서 그들은 다음과 같은 다양한 인물들을 만난다: 무자비한 결단력에 이끌리는 노인 르누아르(앤디 서키스), 원정대를 주시하는 신비한 낯선 사람 베르소(벤 스타), 본토에 살고 베르소와 연관된 제스트랄 모노코(리치 키블), 그리고 본토에도 사는 지역 신화 생물 에스퀴(막상스 카졸라).

### 줄거리
고마주가 시작되는 날, 32세의 귀스타브는 33세가 되어 같은 나이의 다른 모든 사람들과 함께 죽음을 맞이하는 전 애인 소피에게 작별을 고한다. 단 1년밖에 남지 않은 삶을 살게 된 그는 화가를 죽일 희망을 품고 33 원정대에 합류한다. 원정대는 상륙 직후 재앙을 맞이하는데, 괴물 군대를 이끄는 늙은 백발의 남자에게 거의 전멸당할 뻔한다. 공격에서 살아남은 귀스타브는 다른 세 명의 생존자 룬, 마엘, 사이엘을 찾아낸다. 마엘은 백발의 남자와 가면을 쓴 소녀에 대한 환영을 보기 시작한다. 그들은 알려지지 않은 재앙에 대해 마엘을 비난한다. 파티는 화가에게 도달하기 위해 다른 바다를 건너기 위해 신화적인 생물 에스퀴의 도움을 요청한다. 백발의 남자는 그들이 출발하기 전에 다시 공격하고, 귀스타브는 마엘을 방어하다가 죽는다. 베르소라는 남자가 개입하여 나머지 원정대가 탈출하도록 돕는다.
베르소는 파티를 따라잡아 자신이 최초 원정대의 생존 멤버이며, 백발의 남자가 그들의 사령관 르누아르라고 설명한다. 둘 다 대륙에 도착하자마자 노화가 멈췄다. 그는 르누아르가 자신의 불멸이 화가에 의해 부여되었다고 믿게 되었고 그녀를 어떤 대가를 치르더라도 보호하려 한다고 주장한다. 한편, 베르소는 자신의 불멸에 지쳐 파티에 합류한다. 바다를 건너 귀스타브에게 경의를 표한 후, 원정대는 베르소의 친구 모노코를 영입한다.
원정대는 화가의 심장을 찾기 위해 옛 뤼미에르에 있는 르누아르의 저택에 도착한다. 그들은 화가를 보호하는 장벽을 무력화시키기 위해 심장을 파괴해야 한다. 베르소는 사실 자신이 르누아르의 아들이며, 마엘의 꿈에 나오는 가면 쓴 소녀가 자신의 여동생 알리시아라고 고백한다. 전투 후, 르누아르는 저택과 심장을 순간이동시켜 베르소의 계획을 좌절시킨다. 룬은 대신 화가가 만든 매우 위험한 고대 존재인 액손의 심장으로 강력한 무기를 만들어 장벽을 뚫을 것을 제안한다. 파티는 그 후 모노리스에 들어가 르누아르를 죽인다. 그들은 베르소의 어머니인 알린으로 밝혀진 화가와 맞서 싸워 그녀를 죽이고 모노리스의 숫자를 지운다. 원정대는 영웅이 되어 뤼미에르로 돌아온다. 베르소는 알리시아의 편지를 읽는데, 알린이 실제 르누아르(고마주의 진짜 원인)를 막으려 했고, 모노리스의 숫자는 죽음을 앞둔 이들에게 경고였다는 사실이 밝혀진다. 알린의 보호가 없자, 베르소를 제외한 뤼미에르의 모든 주민이 사라진다.
20세기 초 파리의 실제 현실을 회상하는 장면에서, 알리시아와 그녀의 가족은 마법 캔버스 안에 세상을 만들고 거주할 수 있는 능력을 가진 마법 사용자, 즉 화가임이 밝혀진다. 진짜 베르소는 불 속에서 알리시아를 구하려다 죽었지만, 알리시아는 그 결과 불구에 벙어리가 되었다. 아들의 죽음을 슬퍼하며 알린은 뤼미에르와 베르소, 알리시아, 르누아르의 "그림" 사본이 포함된 베르소의 캔버스에 들어갔다. 진짜 르누아르는 알린이 움직여 집으로 돌아오도록 캔버스를 파괴하려 하지만, 그녀의 능력에 대항하여 고마주를 통해 점차적으로만 이를 달성할 수 있다. 교착 상태에 좌절한 알리시아의 언니 클레아는 가족이 라이벌 파벌인 작가들과의 전쟁에 집중할 수 있도록 캔버스에 들어가 파괴하라고 조언한다. 알리시아는 순종하지만, 알린의 힘에 압도당해 마엘로 다시 태어난다.
마엘의 "죽음"과 함께 알리시아는 기억을 되찾고 뤼미에르의 잔해 속에서 깨어난다. 그녀는 자신의 불멸을 끝내기 위해 알린을 캔버스에서 쫓아내려 했던 그림 속 베르소와 재회한다. 캔버스 세계를 보호하기를 원하는 알리시아는 새로 발견한 화가 능력을 사용하여 원정대를 부활시키고 통제권을 놓고 아버지와 싸운다. 마지막 대결 후, 르누아르는 캔버스가 자신과 가족에게 소중하더라도, 캔버스를 파괴하는 것이 알린과 알리시아를 현실 세계로 돌려보내 슬픔의 순환을 끝내고 앞으로 나아갈 수 있는 유일한 방법이라고 설명한다. 그는 결국 양보하고 알리시아가 결국 돌아올 때까지 "불을 켜두겠다"고 약속한다.
알리시아가 캔버스를 떠날 계획이 없으며 장기 체류로 인해 결국 죽을 것이라는 사실을 깨달은 베르소는 실제 베르소의 영혼의 마지막 잔재에 손을 뻗어 그것을 제거하고 캔버스를 파괴하려고 한다. 알리시아는 캔버스 안에서 더 나은 삶을 살 수 있을 것이라고 주장하며 끼어든다. 결말은 둘 사이의 마지막 전투에서 플레이어가 어떤 캐릭터를 선택하느냐에 따라 달라진다:
- 플레이어가 알리시아를 선택하면, 그녀는 뤼미에르를 재건하고 꺼림칙해하는 베르소를 포함한 주민들을 부활시킨다. 그녀는 캔버스에 영구적으로 살기로 결정하고 쇠퇴의 징후를 보이기 시작한다.
- 플레이어가 베르소를 선택하면, 그는 알리시아를 추방하고 자신의 영혼 조각을 제거하여 캔버스와 그 안에 있는 모든 것을 파괴한다. 현실로 돌아온 알리시아와 그녀의 가족은 실제 베르소의 죽음을 받아들인다.

## 개발
클레르 옵스퀴르의 아이디어는 2019년 유비소프트 직원인 기욤 브로슈에게서 시작되었는데, 코로나19 범유행이 시작되기 직전이었다. 브로슈는 어릴 적 가장 좋아했던 파이널 판타지 시리즈를 기반으로 한 아이디어를 가지고 있었다. 그는 2020년 4월에 자신이 아는 다른 개발자들에게 데모 제작에 대한 도움을 요청하는 글을 보냈고, 레딧에도 성우를 찾는 글을 올렸다. 자신의 프로젝트에 전념하기 위해 브로슈는 그 해 유비소프트를 떠나 오랜 친구인 프랑수아 뫼리스, 동료 유비소프트 개발자 톰 기예르맹과 함께 Sandfall Interactive를 설립했다. 세 명의 공동 설립자에게 곧 니콜라스 맥슨-프랜콤, 제니퍼 스베드버그-옌, 로리엥 테스타르가 합류하여 6명이 핵심 팀을 이루었다. 게임의 아트 디렉터인 맥슨-프랜콤은 브로슈가 아트스테이션에서 발견하고 영입했다. 브로슈의 레딧 게시물을 우연히 발견하고 원래 데모에 캐스팅되었던 성우 중 한 명인 스베드버그-옌은 개발에서 더 중요한 역할을 맡아 게임의 수석 작가가 되었다. 작곡가 로리엥 테스타르는 브로슈가 프랑스 인디 비디오 게임 포럼에 자신의 사운드클라우드 페이지 링크를 올린 게시물을 통해 발견되었다. 2023년 초 Kepler Interactive와의 파트너십 및 자금 확보 후, Sandfall은 브로슈와 기예르맹을 포함한 30여 명의 핵심 개발팀으로 성장했으며, 이 중 3명은 전 유비소프트 개발자였다. 자금 지원 덕분에 Sandfall은 프로젝트에 투입되는 인력을 늘릴 수 있었는데, 게임플레이 애니메이션은 8명의 한국인 프리랜서 팀에게, 품질 보증은 QLOC 회사의 수십 명의 QA 테스터에게 외주를 주었으며, Ebb Software의 개발자 6명으로부터 이식 지원을 받았다. 또한 이 스튜디오는 퍼포먼스 캡처 아티스트를 고용하고, 사운드트랙 녹음 세션을 위해 음악가를 초빙했으며, 언어 현지화와 영어 및 프랑스어 성우 제작을 외부 계약업체에 위임했다. 마지막으로 케플러 인터랙티브와의 파트너십을 통해 Sandfall은 찰리 콕스, 앤디 서키스, 벤 스타를 포함한 저명한 전문 성우를 고용할 수 있었다. 콕스는 자신의 대사를 녹음하는 데 겨우 4시간밖에 걸리지 않았으며, 자신의 연기로 칭찬받는 것이 사기꾼처럼 느껴졌다고 농담조로 말했다. 스베드버그-옌은 자신의 소셜 미디어 계정을 통해 그의 노력이 약 8시간 정도 걸렸다고 설명했다.
브로슈는 클레르 옵스퀴르의 목표 중 하나가 AAA 비디오 게임 개발자들에 의해 소외되었다고 느꼈던 고해상도 턴제 RPG를 만드는 것이었다고 말했다. 파이널 판타지 외에도 클레르 옵스퀴르는 페르소나 시리즈를 포함한 다른 일본 롤플레잉 게임들로부터 영감을 받았다. 후자 시리즈 중 브로슈는 페르소나 5의 사용자 인터페이스와 전투 중 카메라 작업 활용에 대해 "영화를 보는 듯한 느낌을 준다"고 칭찬했다. 브로슈는 또한 마이크로소프트가 엑스박스 콘솔을 일본에 가져오기 위해 개발한 JRPG인 로스트 오디세이와 블루 드래곤도 영향을 미쳤다고 보았으며, 특히 전투 중 퀵 타임 이벤트의 사용을 언급했다. 프로듀서 프랑수아 뫼리스에 따르면, 이 게임은 특히 스퀘어소프트의 파이널 판타지 VIII, 파이널 판타지 IX, 파이널 판타지 X로부터 영감을 받았으며, 회피 및 패리 메커니즘은 프롬소프트웨어의 세키로: 섀도즈 다이 트와이스의 영향을 받았다.
개발은 초기에 코드명 "프로젝트 W"로 시작되었으며, 브로슈가 레딧에서 도움을 구하던 시점에는 "위 로스트(We Lost)"로 알려져 있었다. 브로슈가 사용했던 초기 트레일러는 좀비와 외계인을 포함한 더 많은 공상 과학 요소와 함께 빅토리아 시대 영국에서 영감을 받은 스팀펑크 설정을 보여주었다. 이러한 접근 방식 후 약 6개월 만에 잠재적 투자자들이 브로슈에게 "더 크게 생각하라"고 제안했고, 이는 그가 전체 내러티브를 재설정하게 만들었지만, 이미 구상했던 일부 캐릭터는 유지했다. 새로운 설정은 브로슈가 존경했던 그림에서 영감을 받았는데, 화가가 자신의 작품 속으로 들어가는 것을 묘사한 것이었으며, 스베드버그-옌이 쓴 단편 소설도 영향을 미쳤다.
개발은 초기 단계에 언리얼 엔진 4를 사용하여 시작되었으며, 나중에 언리얼 엔진 5의 렌더링 및 애니메이션 개선 사항을 활용하기 위해 언리얼 엔진 5로 전환되었다. UE5로의 전환은 Nanite 및 Lumen 기능 때문이었는데, 각각 더 높은 충실도의 에셋과 더 사실적인 조명을 가능하게 했다. Lumen의 채택으로 대부분의 환경에 대한 조명 작업을 다시 해야 했다. 또한 UE5는 더 나은 캐릭터 생성 지원을 제공하여 Reallusion의 캐릭터 크리에이터에서 전환할 수 있게 했다. 개발자들은 또한 바위와 같은 배경 개체를 위해 기성 에셋을 사용하여 "영웅 에셋", 즉 시청자에게 깊은 인상을 주는 대규모 에셋을 만드는 데 집중할 수 있었다. 브로슈는 현대 게임 엔진의 단순성이 제품을 성공시키는 데 도움이 되었다고 평가한다.
이 게임은 2025년 3월 22일, 우연히도 게임 출시 33일 전에 골드를 달성했다. 게임의 물리적 버전은 북미에서 맥시멈 엔터테인먼트에 의해, 유럽에서는 반다이 남코 엔터테인먼트에 의해 배포되었다.

### 영화 각색
2025년 1월, 스토리 키친(Story Kitchen)은 개발사 샌드폴 인터랙티브(Sandfall Interactive)와 함께 게임의 실사 각색을 발표했다.

## 평가

### 비판적 반응
클레르 옵스퀴르: 33 원정대는 리뷰 애그리게이터 웹사이트 메타크리틱에 따르면 비평가들로부터 "보편적인 찬사"를 받았다. 이러한 평가는 사용자들에게도 공감을 얻어, 2025년 5월 현재 이 게임은 역대 메타크리틱 사용자 점수 중 가장 높은 점수를 기록했다. 오픈크리틱은 모든 플랫폼에서 최고 비평가 평균 점수 92%를 기록했으며, 비평가의 97%가 이 게임을 추천했다. 2025년 6월 현재 이 게임은 해당 사이트에서 2025년 최고 평점을 받은 게임이다.
게임의 미술 방향과 시각적인 세계 디자인은 평론가들로부터 호평을 받았다. 에지는 이를 "몽환적으로 매혹적"이라고 묘사했으며, 게임스팟의 리처드 와켈링도 이에 동의했지만, 세계가 "기계적으로 흥미롭지 않아 탐험하기 지루하다"고 비판했다. 또한 미니맵의 부재에 대한 비판도 있었는데, 이로 인해 가끔 혼란을 겪을 수 있다고 언급되었다.
스토리는 비판적으로 극찬을 받았으며, 특히 캐릭터에 생명을 불어넣고 내러티브를 효과적으로 뒷받침하는 성우 연기가 호평을 받았다. IGN의 마이클 하이엄은 이 게임이 "죽음, 슬픔, 그리고 우리가 발견하는 작은 기쁨의 순간들을 어떻게 구성하는지" 칭찬했다. Push Square의 리암 크로프트는 "모든 컷신이 흥미진진하게 유지되며, 이미 흥미로운 줄거리가 뛰어난 성우 연기로 더욱 고조된다"고 언급했다.
평론가들은 사운드트랙에 깊은 인상을 받았으며 특히 그 적응성을 칭찬했다. 게임 인포머의 카일 힐리아드는 캐릭터의 감정적 경험을 강조하는 "슬픈 피아노 음악과 잊히지 않는 보컬"과 "정확한 순간에 에너지를 되살리는" 전투 테마 간의 대비를 강조했다. 에지는 이 곡을 거대하고 "오페라적"이라고 묘사했다.
게임플레이는 전통적인 일본식 턴제 전투에 대한 현대적인 접근 방식으로 칭찬받았다. 가디언의 말린디 헤트펠드는 "성공적인 반격은 매번 깊은 만족감을 주었다"고 언급했다. 유로게이머의 에드 나이팅게일은 각 캐릭터의 전투 스타일의 다양성을 강조했으며, 각각 "새로운 학습 시스템"을 도입하고 캐릭터 커스터마이징을 위한 광범위한 옵션을 제공한다고 덧붙였다. 피시게임스엔의 조쉬 브라운은 이 게임을 "한때 너무 느리고 지루하다고 여겨졌던 장르에 대한 초자극적인 시도"라고 묘사했다.
사소한 단점이 지적되었음에도 불구하고, 평론가들은 이 게임을 큰 성공작으로 평가했다. 에지는 사이드 퀘스트를 통해 플레이어의 레벨을 크게 올릴 수 있는 능력이 보스전을 너무 쉽게 만들어 만족스러운 도전을 제공하지 못할 수 있다고 인정했다—그들은 자신들이 "걸작"이라고 느낀 것에 대해 그러한 변경을 제안하는 것이 "경솔하다"고 인정했다. 와켈링은 압도적이지 않은 탐험과 사소한 삶의 질 문제들을 비판했지만, "이러한 실수는 RPG 고전의 모든 요소를 갖춘 게임에서 크게 벗어나지 않는다"고 결론지었다.

### 판매량
클레르 옵스퀴르: 33 원정대는 출시 후 24시간 이내에 50만 장, 3일 이내에 100만 장, 12일 이내에 200만 장을 판매했다. 2025년 5월 27일 기준 기준, 이 게임은 330만 장이 판매되었다. 100만 장 판매 이정표에 도달하자 프랑스의 에마뉘엘 마크롱 대통령은 이 게임의 성과를 축하하며 "프랑스 대담함과 창의성의 빛나는 예시"라고 말했다. 몽펠리에 시장인 미카엘 델라포스도 5월 말 팀의 성공을 축하하며 "국제 비디오 게임 역사에 한 획을 그을 것"이라고 말했다.
이 게임의 사운드트랙은 2025년 5월 첫째 주 빌보드 클래식 음악 및 클래식 크로스오버 음악 차트에서 1위를 차지했다.

### 수상 내역
| 연도 | 수상                         | 카테고리                      | 결과            | Ref.          |
| ---- | ---------------------------- | ----------------------------- | --------------- | ------------- |
| 2025 | World Soundtrack Awards 2025 | 게임 음악상 (로리엥 테스타르) | 미정 (롱리스트) | [ 79 ] [ 80 ] |

## 내용주
1. ↑  클레르 옵스퀴르(Clair obscur)는 이탈리아어 키아로스쿠로를 프랑스어로 번역한 것으로, 빛과 그림자의 차이를 강조하는 미술 양식이다.[1]